# Punkty Valleixa
Punkty Valleixa (ang. Valleix's points) – w nerwobólu międzyżebrowym punkty bolesności uciskowej, znajdujące się w międzyżebrzach, w linii przykręgosłupowej, pachowej i przymostkowej. Opisane przez francuskiego lekarza Francois Louisa Isidore Valleixa (1807-1855).